# 世界思想社教学社
株式会社世界思想社教学社（せかいしそうしゃ きょうがくしゃ、英: Sekaishisosha-Kyogakusha Co., Ltd.）は、日本の出版社。学術出版部門は世界思想社、赤本などの教育書は教学社と、使い分ける。
統一協会系出版社「世界思想出版」と機関誌「世界思想」は一切の関連がない。

## 沿革
- 1948年 - 高島国男が「世界思想社」を創業する。
- 1951年 - 教育図書出版部門として「教学社」を併設し、高等学校社会科副読本を発行する。
- 1954年 - 「大学入試シリーズ（赤本）」を刊行する。
- 1956年 - 文部省検定教科書の刊行を開始する。
- 1967年 - 雑誌（PR誌）『世界思想』を創刊する。
- 1969年 - 「株式会社世界思想社教学社」に改組し、高島国男が初代代表取締役社長となる。
- 2008年 - 高島照子が代表取締役社長となる。
- 2014年 - 上原寿明が代表取締役社長となる。大学図書館向け電子書籍配信を開始する。
- 2018年 - 個人向け電子書籍配信を開始する。

## 主な発行物

### 世界思想社名義
SEKAISHISO SEMINAR
本シリーズは「人間が本来の姿に変えることを、眼目においている」
- Csikszentmihalyi, M. ,1990, Flow: The psychology of optimal experience. New York: Harper and Row, (=1996，今村浩明訳『フロー体験 喜びの現象学』）
- 佐藤寛，2005，『開発援助の社会学』
- 杉本厚夫編，1997，『スポーツファンの社会学』
- 伊藤公雄・牟田和恵編，2015［1998，2006］，『ジェンダーで学ぶ社会学〔全訂新版〕』
- 平 英美・中河 伸俊編，2006，『構築主義の社会学―実在論争を超えて』
- 北澤毅，2015，『「いじめ自殺」の社会学―「いじめ問題」を脱構築する』
- Sacks, H., Schegloff, E. A., and Jefferson, G. ,1974，(＝2010，西坂仰訳『会話分析基本論集―順番交替と修復の組織』）
- 好井裕明・山田富秋・西坂仰編，1999，『会話分析への招待』

- 串田秀也・好井裕明編，2010，『エスノメソドロジーを学ぶ人のために』
- 内田良，2009，『「児童虐待」へのまなざし―社会現象はどう語られるのか』

など
社会学ベーシック
本シリーズは世界思想社創業60周年記念企画である。「社会学を学ぶ人にとってベーシックな文献を、各10ページでガイド」
- 井上俊・伊藤公雄編，2006，『社会学的思考』
- ――――，2011，『政治・権力・公共性』
- ――――，2010，『日本の社会と文化』
- ――――，2010，『身体・セクシュアリティ・スポーツ』
- ――――，2010，『近代家族とジェンダー』
- ――――，2009，『メディア・情報・消費社会』
- ――――，2009，『文化の社会学』
- ――――，2009，『ポピュラー文化』
- ――――，2008，『都市的世界』
- ――――，2008，『自己・他者・関係』
- ――――，2008，『社会の構造と変動』

### 教学社名義
- 大学入試シリーズ（いわゆる赤本）

## 近在の施設
- 京都国際会館
- ザ・プリンス京都
- 日本基督教団平安教会